# 5893 Колтрейн
5893 Ко́лтрейн (5893 Coltrane) — астероїд головного поясу, відкритий 15 березня 1982 року.
Тіссеранів параметр щодо Юпітера — 3,364.